# Jenő Doby

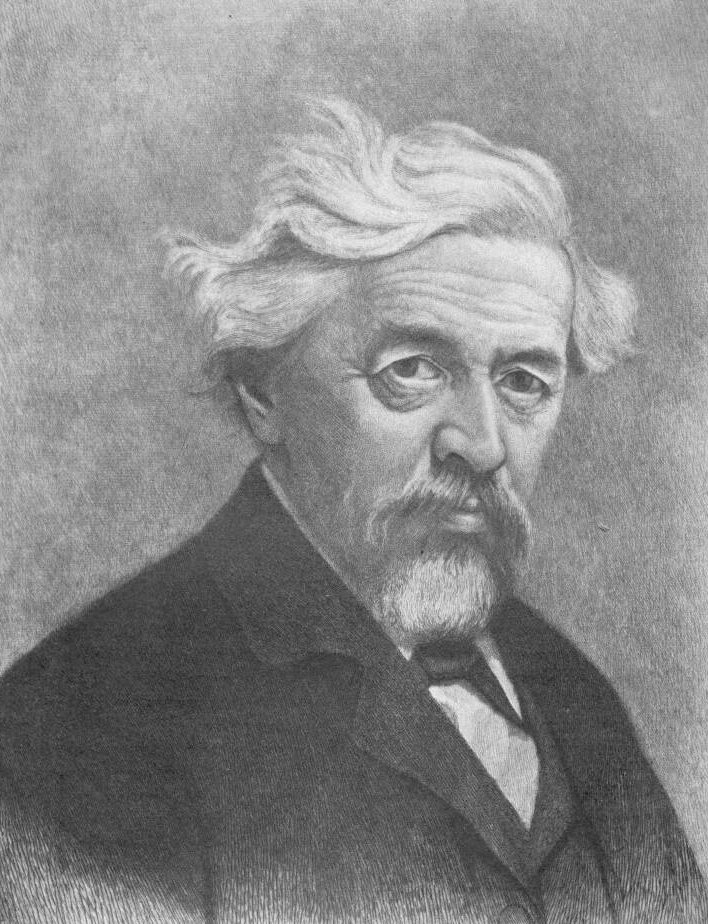

Jenő Doby (* 4. September 1834 in Košice; † 1. Juli 1907 in Kraljevica) war ein ungarischer Grafiker, Kupferstecher, Radierer, Maler und Biochemiker.

## Biographie
Jenő Doby war der Sohn von Lipót Doby, einem Händler, und von Karolina Henszlmann. Seine Familie zog 1839 nach Budapest, damit er seine Schulbildung dort erhalten konnte. Sein Onkel Imre Henszlmann wurde auf seine Zeichnungen aufmerksam und ermöglichte ihm 1849 ein Kunststudium. In London studierte er Malerei. Während einer Studienreise begleitete er seinen Lehrer nach Rom und fertigte zahlreiche Kopien der Gemälde alter italienischer Meister an. 1855, nach einem kurzen Aufenthalt in Florenz und Wien, kehrte er in seine Heimatstadt zurück, wo er sich der Porträtmalerei widmete. Im Oktober 1855 ging er nach Paris, wo er mit Hilfe von Imre Henszlmann seine künstlerischen Fähigkeiten ausbaute. Er wurde als Maler in Charles Gleyres Atelier angestellt. Während der Weltausstellung in Paris fertigte er Studien und Zeichnungen für die Veröffentlichungen seines Onkels. Er bereiste die Provence-Städte und unternahm Studienreisen nach London. 1862 erlernte er in Paris im Atelier von A. Soudain Gravur und Architektur.
Anfang der 1860er Jahre hörte er auf zu Malen und produzierte nur noch Kupferstiche und Radierungen. Nach seiner Rückkehr nach Ungarn arbeitete er auf Bestellung und schuf Werke für die Akademie der Wissenschaften der ungarischen archäologischen Kommission und der Wiener Zentralkommission zur Erhaltung der historischen Denkmale, Kunstwerke und Kupferstiche, wobei er von Imre Henszlmann und Romer Floris gefördert wurde. Das Blatt der Michaelskirche wurde 1863 von der ungarischen Vereinigung der schönen Künste als Jahresgabe an die Mitglieder verschickt. 1867 wurde Doby von Eduard von Engerth mit der Gravur seines Gemäldes der Schlacht von Zenta betraut. 1869 wurde er Schüler von Louis Jacoby, einem Mitglied der Akademie. Während des Studiums bearbeiteten sie Aufträge von der Wiener Reproduktionsgesellschaft und der Ungarischen Nationalgalerie. Auf der Weltausstellung 1873 in Wien fungierte Doby als Leiter der ungarischen Kunstausstellung. In diesem Jahr stellte er auch den Stich zum Gemälde die „Schlacht bei Zenta“ fertig und erhielt den Auftrag das Porträt von Admiral Tagetthoff als Kupferstich auszuführen. Er zog 1883 zu seinem Sohn Géza Doby.
Im August 1884 ernannte Ágoston Trefort ihn zum Assistenzprofessor für Kupferstich an der Budapester Kunstgewerbeschule. Während 23 Jahren kunstpädagogischer Arbeit führte er die grafischen Künste in Ungarn ein. Neben der Lehre setzte er seine künstlerische Tätigkeit fort. Neben Kopien von Gemälden fertigte er auch eigenständigen Arbeiten an. Er fertigte 1894 einen Stich zu Anthonis van Dycks Gemälde „Samson und Delila“ an und gewann 1894 auf der Antwerpener Internationalen Ausstellung erstklassige Medaillen und eine Auszeichnung beim Millennium Fair. Sein Nachlass ging 1907 in den Besitz des Museums der Schönen Künste und in der Ungarischen Nationalgalerie finden sich viele seiner Werke.